# 高田敦史
髙田 敦史（たかだ あつし、1961年12月30日 - ）は、日本のマーケッター、ブランディングコンサルタント。A.T. Marketing Solution代表。東京理科大学非常勤講師、広島修道大学講師非常勤講師

## 人物
奈良県生駒市出身。桐朋高校、一橋大学商学部卒。 
1985年にトヨタ自動車に入社。宣伝部、商品企画部、海外駐在（タイ、シンガポール）、トヨタマーケティングジャパンMarketing Director 等を経て、2012年からレクサスブランドマネジメント部長としてグローバルレクサスのブランディングを主導。 2016年７月に退社し、A.T. Marketing Solutionを設立。 
A.T. Marketing Solution代表の他、VisolabのChief Marketing Officer、経済産業省「産地ブランド化推進事業」プロデューサー（２０１８年度）、一般財団法人ブランド・マナージャー認定協会アドバイザー等を務める。
中央大学大学院戦略経営研究科を修了（指導教官は田中洋）。

## 著書・メディア活動
- 「会社を50代で辞めて勝つ! 「終わった人」にならないための45のルール」集英社 2019年
- 「ALBA」（ゴルフ雑誌）にて「ゴルフ熱再興計画」連載（2016年7月～2018年5月）
- 「４５歳の壁、５５歳の谷　自分らしく勝つ！　サラリーマンのための６つのシナリオ」高陵社 2022年
- 「ブランド戦略ケースブック２．０ １３の成功ストーリー（田中洋編、共著）」同文館出版 2021年